# 1907 aux Territoires du Nord-Ouest
Chronologie des Territoires du Nord-Ouest
- 1903
- 1904
- 1905
- 1906
- 1907
- 1908
- 1909
- 1910
- 1911

Cette page concerne les événements survenus en 1907 dans le territoire canadien des Territoires du Nord-Ouest.

## Politique
- Premier ministre : Frederick D. White (Commissaire en gouvernement)
- Commissaire :
- Législature :